# Počátek (Hvězdná brána)
Počátek je 3. epizoda 9. řady sci-fi seriálu Hvězdná brána.

## Děj
Daniel a Vala, ještě v tělech Harrida a Sallis, jsou přijímáni převorem Oriů ve městě bohů, na pláních Celestis. Oba čekají v jídelně s kopií knihy Počátku. Další Převor je poslán do Mléčné dráhy, aby konvertoval lidi k novému náboženství. Daniel mezitím začne číst knihu Počátku. Převor Oriů se vrací, a ptá se Daniela a Valy, kdo další ve vesnici sešel z cesty Počátku. Daniel trvá na tom, že chce mluvit s Docim, vůdcem Převorů. Daniel je Docim přijat, zatímco Vala zůstala v jídelně. Doci vezme Daniela k Plamenům osvícení, kde mu ústy Oriů říká: "Všichni poznají moc Oriů".
Zpátky v galaxii Mléčné dráhy, generál Landry přikazuje Cameronu Mitchellovi a SG-12 navštívit planetu, kde se objevil Převor Oriů. Tým přivádí Převora na Zemi. Landry se mezitím setkává s Gerakem vůdcem nového národa Jaffů, protože chce s ním podepsat oficiální smlouvu. Avšak Gerak jeví větší zájem Převora Oriů.
Daniel se vrací k Vale a říká jí, že Oriové věří, že jejich povznesení je opravňuje k tomu, aby se nechali uctívat od všech lidí. Převorové budou posláni, aby konvertovali lidi z Mléčné dráhy. Uznávajíce hrozbu představovanou Orii, Antikové až dosud ukrývali jejich existenci před Orii, avšak je nepravděpodobné, že Antikové Převory zastaví, protože jsou stále ještě lidé. Daniel a Vala se vrací do vesnice. Obávají se, že Fannis a hnutí odporu, bude odhaleno skrze ně, tak zůstanou v domě. Fannis k nim vezme jiné komunikační zařízení, které chtějí použít k návratu do svých původních těl a varovat Zemi před Převory. Nicméně, je zařízení zničeno a Daniel a Vala jsou v tělech Harrida a Sallis a svědek Fannis byl zabit Převorem. Potom jsou Daniel a Vala předvedeni k oltáři, aby byli upáleni.
Zpět v SGC, Cameron Mitchell a tým stráží jdou na setkání Převora s Gerakem, který požaduje vysvětlení. Berou Převorovi hůl, ale Převor si ji bere zpět a zničí sám sebe v plamenech. Danielovi a Vale vzrůstá tepová frekvence, když jsou přivazováni k oltáři, Mitchell a Teal'c vytočí Hvězdnou bránu a vhodí antické komunikační zařízení do nestabilní červí díry, která zařízení zničí a přeruší spojení. Daniel a Vala se vrátí, takže Harrid a Sallis jsou s největší pravděpodobností upáleni.
Zpět na Celestis, na žádost Dociho, správce vesnice Ver Ager přijde k Plamenům osvícení, kde je přeměněn na Převora. Doci říká, že velké svaté armády budou shromážděny v boji proti zlu, a že budou postaveny lodě, kterými vyšlou válečníky mezi hvězdy, aby rozšířili učení Počátku mezi bezvěrce.
Vala mezitím uvolní její i Danielův náramek. Do SGC přichází Generálmajor O'Neill a mluví s Danielem o Oriích. Potom se O'Neill ptá Mitchella proč si už nevybral nový tým. Mitchell odpoví, že doufá, že nebude muset.